# 沃洛德米里夫卡 (新烏克蘭卡區)
48°28′32″N 31°2′34″E / 48.47556°N 31.04278°E
沃洛德米里夫卡（烏克蘭語：Володимирівка），是烏克蘭中部基洛夫格勒州新烏克蘭卡區多布羅韋利奇基夫卡市鎮的村落。面積0.14平方公里，海拔高度141米，2001年人口18，人口密度每平方公里128.6人。